# .bz
.bz ist die länderspezifische Top-Level-Domain (ccTLD) von Belize. Sie existiert seit dem 3. September 1991 und wird von der Universität Belize verwaltet.

## Eigenschaften
Es finden Registrierungen sowohl auf zweiter als auch auf dritter Ebene statt. Jeder darf eine .bz-Adresse registrieren, und die Domain wird gezielt als Abkürzung für business vermarktet. Dies führte sogar dazu, dass die ICANN verklagt wurde, als sie versuchte, die neue generische Top-Level-Domain .biz für sogenannte business-Angebote einzuführen, die Klage wurde jedoch abgewiesen. Auch einige Südtiroler Unternehmen und Institutionen verwenden die Domain .bz aufgrund der passenden Abkürzung (Provinz Bozen).
Häufig wird .bz aufgrund der sprachlichen Ähnlichkeit als Alternative zu .biz verwendet. Das führt dazu, dass .bz-Domains im Vergleich zu ähnlichen Top-Level-Domains höhere Preise beim Verkauf über Sedo und andere Plattformen erzielen.

## Kriterien
Eine .bz-Domain darf zwischen drei und 63 Zeichen lang sein. Bindestriche sind möglich, jedoch nicht an dritter und vierter Stelle. Stand 2012 werden internationalisierte Domainnamen noch nicht unterstützt. Die Registrierung ist jeder natürlichen oder juristischen Person möglich, besondere Beschränkungen bei der Vergabe existieren nicht. Insbesondere ein Wohnsitz oder eine Niederlassung in Belize sind nicht erforderlich.